# Saint-Vincent-du-Boulay
Saint-Vincent-du-Boulay település Franciaországban, Eure megyében. Lakosainak száma 370 fő (2022. január 1.). Saint-Vincent-du-Boulay Drucourt, Bournainville-Faverolles, Saint-Martin-du-Tilleul, Plainville, Saint-Mards-de-Fresne és Le Planquay községekkel határos.

## Népesség
A település népessége az elmúlt években az alábbi módon változott:
| Lakosok száma | 231  | 258  | 263  | 277  | 350  | 368  | 381  | 379  | 376  | 370  |
|               | 1968 | 1982 | 1990 | 2006 | 2013 | 2015 | 2017 | 2019 | 2020 | 2022 |